# 都丸紗也華
都丸 紗也華（とまる さやか、1996年（平成8年）9月26日 - ）は、日本のグラビアアイドル、女優。
群馬県渋川市出身。プラチナムプロダクション所属。かつては「理紗アレキサンダー」（りさアレキサンダー）名義でアイドルグループ・FYTのメンバーとして活動していた。
同じくプラチナムプロダクション所属の都丸 亜華梨（とまる あかり）は、5歳年下の妹である。

## 略歴

### スカウトを経てデビュー、ミスiD2015を経てCMでもブレイク
中学3年時に東京へ遊びに来ていた際に渋谷にてスカウトされ、2012年よりプラチナムプロダクションの運営する「ヌードルカフェ」にて勤務し、2013年には「秋葉原化劇団」に参加して演技レッスンを受けていた。
2014年8月25日には、青年向け漫画雑誌『週刊ヤングマガジン』（講談社）9月8日号で初の表紙を飾り、グラビアアイドルとしてのデビューを果たす。また、同年12月には女性アイドルグループ「FYT」にてVERSIONMUSICからメジャーデビューも果たす（詳細はFYTの記事を参照）。なお、FYTでの活動は1年半ほどだったが、他のメンバーたちとは話のトーンが合っていたことからも楽しかったため、後年には「もっと楽しんでおけば良かった」との後悔も述懐している。
2014年9月には講談社のミスiD2015を受賞したが、複数の選考委員から絶賛される一方、選考期間中に前述の『週刊ヤングマガジン』の表紙を飾ったことを理由として、「（正統派、すでにブレイクしかかってる人は選ばれにくいとの理由で）ミスiDでなければグランプリだった」とも批評される。
2016年2月7日のFYT解散後、同年3月19日公開の映画『イースターナイトメア〜死のイースターバニー〜』（配給：NSW）にて主演でスクリーンデビューを飾ったほか、7月4日にはゲーム『モンスターストライク』（XFLAG）のCM「MONSTER SUMMER!! 絶対反射主義篇」にて千倉里菜や堀みづきと共演し、ビキニ姿の彼女たちと同じくタイのプールなどを舞台に自身もFカップの巨乳が揺れる赤ビキニ姿を披露したことから注目を集め、人気が急上昇する。

### 1st写真集の発売を経て野島作品への出演、洋服の初プロデュース
2016年9月27日発売の1st写真集『とまるまる』（講談社）では、クラウドファンディングによって171人から制作費の341万円を集めてハワイでの撮影に臨み、海にて手ブラを構えたカットやフルーツで胸を隠したカットなど、10代の最後を記念して最大の露出を見せる。なお、発売記念イベントの際には「グラビアを始めた頃からの夢だったので嬉しい」との旨を明かしている。
2017年には、オートバイ買取・販売店「バイク王」（バイク王&カンパニー）のテレビCM「10万円キャンペーン篇」「買取ベネフィット篇」にて元プロ野球選手の松井秀喜と共演し、話題となる。なお、当時はグラビアの仕事があるにもかかわらずラーメンを食べ過ぎるなどして太っていたため、プラチナムプロダクションからはラーメン禁止令を出されていたという。
2018年1月25日発売の2nd写真集『はぁとまる♡』（幻冬舎）では、ファン参加型の写真集作りとして、「都丸紗也華が『僕の彼女』になる写真集プロジェクト」が試みられる。なお、発売記念イベントの際には「こんなにも早く2作目を出せるとは思ってもいなかったので嬉しい」との旨を明かしているほか、肘で胸を隠しながらハートの形を手で表現した表紙については「胸を寄せてやったら可愛いんじゃないかと思った」との旨を述べている。
2018年6月18日には、お笑いタレントのひょっこりはんとのコラボレーションとして、同日発売の男性向け週刊誌『週刊プレイボーイ』同年27号（集英社）の巻中グラビアを、彼に似せた「ひょっこりまる」の姿で飾った。これは、当時の都丸がひょっこりはんの大ファンだったうえ、（グラビアの）撮影中も彼の持ちネタを真似ていたことからスタッフが思いつき、実現したという。
2019年5月24日には、野島伸司の脚本による配信ドラマ『百合だのかんだの』 (FOD) に津村志保役としてレギュラー出演する。夢にも思っていなかった野島作品への出演が叶ったことから、母に報告すると驚きと共に喜んでもらえたという。
2020年1月28日発売の3rd写真集『MeeTomaru』（光文社）では、尻のショットを解禁してTバックにも初挑戦したほか、グラビア活動については「胸に張りがある30歳くらいまで続け、妹の亜華梨と姉妹グラビアをやりたい」との旨を発売記念イベントにて明かす。姉妹グラビアについてはまもなく叶い、同年7月14日発売の写真週刊誌『FLASH』（光文社）にて姉妹初共演の水着グラビアが披露された後、8月18日にもデジタルフォトブック『都丸紗也華＆亜華梨 奇跡の姉妹・初共演』が2か月間限定で発売された。
2021年3月には、ファッションブランド「KOL」にて洋服を初プロデュースする。

### 3rd写真集の増量発売、グラビアデビュー10周年へ
2021年4月20日には、『MeeTomaru』書籍版の128ページにオリジナルカットを106ページ追加して計234ページに増量した同タイトルの電子書籍版（光文社）が発売された。なお、同日発売の『FLASH』の巻頭10ページにて先行カットが掲載されるに際し、電子書籍版でも見てもらえることへの嬉しさを明かしているほか、撮影当時にコアラを抱っこできたことが一番の思い出に残っているとの旨を述べている。
2021年11月16日には、25歳の誕生日を記念したデジタル写真集『誕生日はホテルで〜朝ベッド編〜』と『誕生日はホテルで〜夜ベッド編〜』（いずれも光文社）が同時発売され、「今後はより大人っぽくセクシーなグラビアにも挑戦したい」との旨を明かす。
2022年9月1日には、ファンクラブが開設された。
2023年6月13日には、亜華梨ら他のグラビアアイドルたち34人と共に紅白ビキニ姿で表紙を飾った総合週刊誌『週刊SPA!』6月20日・27日合併号（扶桑社）が発売された。これは、同誌の創刊35周年を記念して編集部にて撮影されたものであり、自身は亜華梨と共に編集長の卓上にてポージングを決めている。
2024年1月23日には、『FLASH』2月6日号の巻中グラビアをブラウスやデニムを着たままびしょ濡れとなった姿で飾った。また、インタビューでは「グラビアデビュー10周年なので、占いの結果も踏まえて初夏くらいには写真集を出したい」との希望を述べたほか、同月放送のテレビドラマへの不倫女性役（『恋は湯けむりの中で』〈tvk、柳田凛 役〉）での出演にも触れ、「実際に自分が浮気されたら許せない、絶対にすぐ別れる」との恋愛観を述べた。同年6月24日には、約4年ぶりの登場となった『週刊プレイボーイ』28号の巻中グラビアを胸元が大胆に開いた衣装姿で飾ったほか、同グラビアの未公開カットを収録したデジタル写真集『DECADE』（集英社）が発売された。
2024年11月18日には、グラビアアイドルデビュー10周年を記念してタイにて撮影した4th写真集（光文社）を同年12月27日に発売する予定であることが発表され、その先行カットが公開された。同年11月23日には、書泉ブックタワーにて開催された『都丸紗也華 2025年カレンダー』（わくわく制作所）の発売記念イベントに登壇し、9月に東京都内にて撮影したお気に入りの水着姿のカットを紹介したほか、「来年は妹との写真集を出せたら良いな」との旨を熱望した。
2024年12月10日には、4th写真集のタイトルが『10。』であることや、表紙カットが公開された。同年12月28日には、書泉ブックタワーにて開催された同写真集の発売記念イベントに登壇し、お気に入りのカットに光で身体が隠されたカットやトラと撮ったカットなどを挙げ、それらも含む出来を120点満点と評して胸を張ったほか、デビュー10周年にちなんで今年の漢字を「十」と答えた。
2025年2月18日には、『FLASH』3月4日号の巻中グラビアを『10。』のアザーカットで飾ったほか、亜華梨と共にやりたいこととの旨をインタビューに答えた。

## 人物
- 趣味・特技はサウナ[69]、ピアノ[3][注 3]。中学校では吹奏楽部にてバスクラリネットとパーカッションを担当し、毎年コンクールを目指していたという[70]。
- 目標・憧れの女優は、沢尻エリカ[12][71]。沢尻の映画を観て女優を目指しており[12]、彼女のような格好良い女性になりたいとの旨を明かしている[72][73]。
- チャームポイントは胸[13]。そのカップ数については、グラビアアイドルとしてデビューした2014年当時からFカップと公表している[74]。これは、後述のようにいくつかのデジタル写真集のタイトルにも掲げられており、2020年時点におけるメディアでも公式として扱われている[4][5][注 4]。
- グラビアの仕事を始めるまで巨乳はコンプレックスになっており、凄く嫌だった[2][30][注 5]。
- 姓名は妹共々本名であり、いずれの名にも含まれる「華」は、母の「女の子が生まれたら、漢字3文字で『華』がついている名前を」との意向によるものである[76]。
- 兄はかなりのゲーム好きであり、幼少期に野球ゲーム『実況パワフルプロ野球』（コナミ〈現：コナミデジタルエンタテインメント〉）で対決した際には自身曰く「ボコボコにされた」[77]ほか、喧嘩の際にもまったく勝てなかった[78]。一方、幼少期に妹と喧嘩した際には力で押さえつけて圧倒していたが、グラビアデビューを果たした彼女との共演を経て久しい2024年には「兄には勝てないけど妹になら勝てるという気持ちだったのかも、今思えば酷いことをした」との反省を述べている[78]。また、グラビアでの共演を果たした以降、妹とは休みに2人でサウナに行くほど姉妹仲が急激に深まったという[58]。

## 出演

### テレビドラマ
- 戦う!書店ガール 第3話（2015年4月28日、フジテレビ） - 女子高生 役[79][80]
- 私 結婚できないんじゃなくて、しないんです 第6話（2016年5月20日、TBS）[79]
- CRAZY（2016年10月5日 - 12月21日、TOKYO MX） - 円城寺咲 役[81]
- 霊魔の街（2017年、新潟テレビ21） - 榊舞桜 役[82][注 6]
- わにとかげぎす（2017年7月19日 - 9月27日、TBS）[79]
- 人狼ゲーム ロストエデン（2018年1月 - 3月、tvk） - 宮下舞 役[84]
- オモヒデ座 第2話 江古田市場通り商店会編（2018年2月24日、NHK）[85]
- 世にも奇妙な物語 '18春の特別編「フォロワー」（2018年5月12日、フジテレビ） - サキ 役[86]
- のの湯（2019年4月14日 - 6月23日、BS12トゥエルビ） - 湯毛岫子 役[87]
- 僕はどこから 第4話 - 最終話（2020年1月30日（29日深夜） - 3月19日（18日深夜）、テレビ東京） - 黒井純 役[15][40]
- 恋はつづくよどこまでも 第7話（2020年2月25日、TBS） - 杉村美里 役[79]
- 親愛なる僕へ殺意をこめて（2022年10月5日 - 11月30日、フジテレビ） - 八野衣真美（エイジの実母） 役[88]
- 婚活食堂 第1話（2023年4月15日、BSテレ東） - 小暮ほのか 役[89]
- マイ・セカンド・アオハル 第1話 - 第8話（2023年10月17日 - 12月5日、TBS） - 白玉加奈子 役[90]
- 恋は湯けむりの中で 第1話 - 第3話「偽りの温泉旅行プロジェクト」（2024年1月27日〈26日深夜〉 - 2月10日〈9日深夜〉、tvk）[91][92] - 柳田凛 役[93][94]
- 坂の上の赤い屋根 最終話（2024年3月31日、WOWOW） - タレント（インタビュアー） 役[3]
- 警視庁強行犯係・樋口顕 第14作『炎上』（2024年4月1日、テレビ東京） - 杉山真希 役[95]
- GO HOME〜警視庁身元不明人相談室〜 第9話・最終話（2024年9月21日・28日、日本テレビ） - 倉田真奈美 役[96][97][98]
- 仮面ライダーガヴ 第16話・第17話（2024年12月22日・2025年1月5日、テレビ朝日） - 映画俳優 役[注 7]

### WEBドラマ
- 百合だのかんだの（2019年5月24日配信開始、FOD） - 津村志保 役[37][38]
- 22時の男と女（2019年6月20日配信開始、MINE）[100][101]
- 乃木坂シネマズ〜STORY of 46〜 第5話（2020年1月22日配信開始、FOD） - 部活動のリーダー 役[15][注 8]
- ほぼ日の怪談。「あの人はどこにいるの？」（2020年8月23日配信開始、ほぼ日刊イトイ新聞）[103][注 9]
- 小悪魔教師♡サイコ -Cinema Content-（2021年3月5日配信開始、peep） - 主演・葛西心春 役[105]
- 小悪魔教師♡サイコ -Cinema Content- 2（2021年9月17日配信開始、peep） - 主演・葛西心春 役[106]
- ヨドンナ3 ヨドンナのバレンタイン（2023年3月5日、東映特撮ファンクラブ） - 愛理 役[107][108]
- デキる女は痛い女?!（2023年5月10日 - 31日、YouTube「MAPUTI official」） - 玲子 役[109]

### バラエティ
- 深夜喫茶スジガネーゼ（フジテレビ） - アシスタント[110][111]
- ツボ娘（TBS）[110]
- ランク王国（TBS）[110]
- ポンコツ&さまぁ〜ず（テレビ東京）[110]
- ヨソでいわんとい亭（テレビ東京）[112]
- ゴッドタン（テレビ東京）[110]
- NEO決戦バラエティ キングちゃん（2016年10月18日 - 11月15日、2017年4月25日 - 5月16日、5月30日、2018年1月30日、2月13日、2020年1月1日、テレビ東京） - アシスタント[110][112][113]
- JOYnt!（群馬テレビ）[114]
- アッコにおまかせ!（2016年12月4日、TBS）[110]
- 本能Z（2017年1月7日 - 2017年 4月1日、CBCテレビ） - 2代目タレントアシスタント[115]
- 二軒目どうする?〜ツマミのハナシ〜（2017年11月11日、テレビ東京）[113]
- 旅ずきんちゃん（2017年11月19日、TBS）[113]
- 水曜日のダウンタウン（2017年12月6日、TBS）[113]
- さまスポ（2017年11月11日・12月9日、テレビ東京）[113]
- 採用!フリップNEWS（2018年3月6日、中京テレビ）[116]
- 東京らふストーリー（2018年5月18日、テレビ朝日）[113]
- 所さんの目がテン!（2017年4月 - 、日本テレビ） - 歴史体験プレゼンター[117][注 10]、実験プレゼンター[119]
- ゲンバの声がある（2019年2月3日、テレビ朝日）[120]

### その他のテレビ番組
- SWALLOWS BASEBALL L!VE2015 公認サポーター（フジテレビONE スポーツ・バラエティ）

### WEB番組
- 朝青龍を押し出したら1000万円（2017年12月31日、AbemaTV） - リングサイドレポーター[121]
- チャンスの時間（2020年7月1日、ABEMA）[122]

### ラジオ
- オレたちゴチャ・まぜっ!〜集まれヤンヤン〜（2016年4月16日 - 2017年4月8日、MBSラジオ） - ヤンヤンガールズ8期生[123]

### 映画
- 絶叫学級（2013年6月14日、東宝映像事業部） - 生徒 役
- イースターナイトメア〜死のイースターバニー〜（2016年3月19日、NSW） - 主演・鈴谷佳奈子 役[20]
- 人狼ゲーム インフェルノ（2018年4月7日、AMGエンタテインメント） - 宮下舞 役[84]
- お前ら全員めんどくさい!（2019年2月23日、日本出版販売） - 榎本史織 役[124][125]
- サーチライト-遊星散歩-（2023年10月14日、SPOTTED PRODUCTIONS） - 黒沢花 役[126]
- OUT（2023年11月17日、KADOKAWA） - 沢村の姉 役[3]
- 家出レスラー（2024年5月17日、ブシロードムーブ） - 巨瀬川 役[127][128]

### CM・広告
- ソニー ヘッドフォン MDR-10シリーズ「Life with Headphones」編（2013年）
- アクセス進学ラボ（2014年4月） - 尾木直樹と共演
- 廣告社「逆引き大学辞典」「進学EXPO2015」イメージキャラクター（2015年）[129]
- XFLAG『モンスターストライク』
  - 「MONSTER SUMMER!! 絶対反射主義篇」（2016年7月 - 8月）、千倉里菜、堀みづきと共演[21][22][130]
  - 「『年末年始 モンストやるなよ』セクシーサンタ篇」（2016年12月）[131]
- バイク王&カンパニー「バイク王」
  - 「10万円キャンペーン篇」（2017年1月20日 - ） - 松井秀喜と共演[26]
  - 「買取ベネフィット篇」（2017年4月21日 - ） - 松井秀喜と共演[27]
- 雪印メグミルク インターネットスペシャル動画「雪印コーヒー みんなと祝う55年! 55!ムービー」（2017年4月 - ） - ユキコ 役[132]
- 総務省 令和4年度電波利用環境保護周知啓発活動「守ろうよ!電波は大切なライフライン」イメージキャラクター（2022年度）[133]
- 愛媛県 「まじめえひめ」プロジェクトPR動画[134][135]

### PV
- クリープハイプ「イト」（2017年） - 映画『帝一の國』主題歌[136]

### 舞台
- サウナーマン ザ・ステージ〜汗か涙なら問題ない〜（2020年9月4日 - 6日、オンライン舞台、ニコニコ生放送で配信） - ヒロイン・熱波ちゃん 役[137]

### パチスロ
- ラブ嬢2（2019年、オリンピア） - CLUB LUXEのキャバ嬢・さやか役[138]

## 書籍

### 写真集
- とまるまる（2016年9月27日、講談社、撮影：佐藤佑一） ISBN 978-4063650013[23][24][25]
- はぁとまる♡（2018年1月25日、幻冬舎、撮影：曽根将樹） ISBN 978-4344031838[31][32][33][34]
- MeeTomaru（2020年1月28日、光文社、撮影：Takeo Dec.） ISBN 978-4334902483[8][40][41][42][39]
- 10。（2024年12月27日、光文社、撮影：佐藤佑一）ISBN 978-4334105341[64][65][139] ※電子書籍版は45ページ増加で2025年2月28日発売[140]。

### デジタル写真集
- この逸材感、久々（2014年12月12日、集英社［デジタル週プレ写真集］、撮影：樂滿直城）[141]
- 青春時代（2015年12月4日、集英社［デジタル週プレ写真集］、撮影：栗山秀作）[141]
- （未）成年。（2015年12月14日、集英社［デジタル週プレ写真集］、撮影：松岡一哲）[141]
- 19歳のムチフェチ。（2016年5月27日、集英社［デジタル週プレ写真集］、撮影：松岡一哲）[141]
- とまるさやかはとまらない（2017年1月6日、集英社［デジタル週プレ写真集］、撮影：小塚毅之）[141]
- 誘惑（2017年6月29日、講談社［FRIDAYデジタル写真集］、撮影：西條彰仁）[142]
- ストライク☆バスト!（2017年6月23日、光文社［FLASHデジタル写真集］、撮影：細居幸次郎）[143][144]
- 都丸紗也華（2017年9月5日、扶桑社［SPA!デジタル写真集］、撮影：小池伸一郎）[145]
- Fall in Love（2018年5月1日、秋田書店［ヤングチャンピオンデジグラ］）[146]
- とまるまるをお持ち帰り…（2018年9月21日、光文社［FLASHデジタル写真集］、撮影：岡本武志）[29][147]
- ゆめときぼうと（2018年10月26日、集英社［週プレ PHOTO BOOK］、撮影：栗山秀作）[141]
- 着衣巨乳〜ぴっちぴち〜（2019年4月30日、光文社［FLASHデジタル写真集］、撮影：西條彰仁）[148][149]
- 癒し都丸のお風呂まる（2019年6月1日、秋田書店［ヤングチャンピオンデジグラ］）[150]
- 肉と欲。（2019年7月1日、集英社［週プレ PHOTO BOOK］、撮影：小塚毅之）[141]
- One and only（2019年7月12日、白泉社［アニマルデジタルフォトブック］、撮影：西條彰仁）[151]
- ヴィーナスの眼差し（2019年11月1日、秋田書店［ヤングチャンピオンデジグラ］）[注 11]
- ボタンが弾けるFカップ vol.1･2･3（2019年12月26日、講談社［FRIDAYデジタル写真集］、撮影：Takeo Dec.）[153][154][155]
- うちにおいでよ。（2020年5月9日、学研プラス［BOMBデジタル写真集］、撮影：LUCKMAN）[156]
- おとなまる。（2020年5月9日、学研プラス［BOMBデジタル写真集］、撮影：小塚毅之 ）[156]
- シークレットデイズ（2020年5月9日、学研プラス［BOMBデジタル写真集］、撮影：LUCKMAN）[156]
- とまるまるの昼下がり（2020年5月9日、学研プラス［BOMBデジタル写真集］、撮影：飯塚昌太）[156]
- 冬の空とFカップ（2020年5月9日、学研プラス［BOMBデジタル写真集］、撮影：藤本和典）[156]
- 僕だけの果実（2020年5月9日、学研プラス［BOMBデジタル写真集］、撮影：藤本和典）[156]
- まんまる、とまるまる。（2020年5月9日、学研プラス［BOMBデジタル写真集］、撮影：佐藤佑一）[156]
- フルコース（2020年8月28日、白泉社［アニマルデジタルフォトブック］、撮影：唐木貴央）[157]
- 誘われて、とまるまる。（2020年11月9日、ワン・パブリッシング［BOMBデジタル写真集］、撮影：根本好伸）[158]
- まるっと、とまる（2020年11月21日、少年画報社［YK PHOTO ALBUM］、撮影：木村智哉）[159]
- 濡れとまる、極まる。（2020年12月1日、秋田書店［ヤングチャンピオンデジグラ］）[160]
- 愛をください（2021年2月19日、扶桑社［SPA!デジタル写真集］、撮影：井上たろう）[161]
- MeeTomaru 電子版（2021年4月20日、光文社、撮影：Takeo Dec.）[49][50]
- 触れたい、とまるまる。（2021年5月8日、ワン・パブリッシング［BOMBデジタル写真集］、撮影：矢西誠二）[162]
- 誕生日はホテルで〜朝ベッド編・夜ベッド編〜（2021年11月16日、光文社［FLASHデジタル写真集］、撮影：Takeo Dec.）[51][52][53]
- 近づいて、とまるまる。（2022年1月8日、ワン・パブリッシング［BOMBデジタル写真集］、撮影：小塚毅之）[163]
- すはだまる。（2022年7月1日、ワン・パブリッシング［BOMBデジタル写真集］、撮影：小塚毅之）[164]
- WPB 都丸紗也華デジタル写真集〜特装合本版〜（2022年8月15日、集英社［週プレ PHOTO BOOK］、撮影：樂滿直城、松岡一哲、栗山秀作、小塚毅之）[141][注 12]
- SEXY FANTASISTA（2023年2月17日、講談社［FRIDAYデジタル写真集］、撮影：HIROKAZU）[165]
- 染まる。（2023年3月20日、双葉社［漫画アクションデジタル写真集］、撮影：Takeo Dec.）[166]
- 姉妹の戯れ（2023年3月24日、扶桑社［SPA!デジタル写真集］、撮影：唐木貴央）共演：都丸亜華梨[167]
- 秘密のサウナデート（2023年3月28日、光文社［FLASHデジタル写真集］、撮影：佐藤佑一）[168]
- とまるをとめないで（2023年4月7日、小学館［週刊ポストデジタル写真集］、撮影：桑島智輝）[169]
- 陽だまりの彼女（2023年5月26日、講談社［FRIDAYデジタル写真集］、撮影：菊地泰久）[170]
- 夕映えの彼女（2023年5月26日、講談社［FRIDAYデジタル写真集］、撮影：菊地泰久）[171]
- 最高の彼女 豪華100カット完全版（2023年5月26日、講談社［FRIDAYデジタル写真集］、撮影：菊地泰久）[172]
- 湯けむりFカップ（2023年6月30日、講談社［週刊現代デジタル写真集］、撮影：小塚毅之）[173]
- 姉妹のひみつ（2023年9月8日、ワン・パブリッシング［BOMBデジタル写真集］、撮影：藤本和典）共演：都丸亜華梨[174]
- 色香の摂理 vol.1･2･3（2024年2月29日、講談社［FRIDAYデジタル写真集］、撮影：LUCKMAN）[175][176][177]
- 脱がないままで（2024年3月26日、光文社［FLASHデジタル写真集］、撮影：小塚毅之）[178][179]
- bloom（2024年6月1日、秋田書店［ヤングチャンピオンデジグラ］）
- 柔肌グラマラス（2024年6月6日、講談社［FRIDAYデジタル写真集］、撮影：曽根将樹）[180]
- 恋、あたたまる。（2024年6月7日、ワン・パブリッシング［BOMBデジタル写真集］、撮影：根本好伸）[181]
- DECADE（2024年6月24日、集英社［週プレ PHOTO BOOK］、撮影：佐藤佑一）[141]
- ドキドキレース（2025年1月31日、扶桑社［SPA!デジタル写真集］、撮影：高橋慶佑）[182][183]

### ファッション雑誌
- LARME（2015年5月号 - 、徳間書店） - レギュラーモデル[24]

### その他
- 都丸紗也華 2016年カレンダー（2015年10月24日、トライエックス、ASIN B014PE50XS）[184]
- 都丸紗也華 2025年カレンダー（2024年11月30日、わくわく製作所、ASIN B0DGX8XBR3）[62]